# Smith & Wesson M76
Smith & Wesson Model 76 — пистолет-пулемёт, разработанный в 1967 году американской оружейной компанией Smith & Wesson на базе шведского пистолета-пулемета Carl Gustaf M/45. Ограниченно использовался во время Вьетнамской войны бойцами SEAL.

## Модификации
- MK760 — копия пистолета-пулемёта, в 1983—1986 годы производившаяся фирмой «MK Arms».
- M76A1 — копия пистолета-пулемёта, в 1984—1986 годы производившаяся фирмой «Global Arms».